# Хелиосеизмологија
Хелиосеизмологија се бави проучавањем Сунчевих осцилација. Шездедетих година 20. века откривено је да делови Сунчеве површине осцилују у периоду од око пет минута. Првобитно су ове осцилације протумачене као манифестације конвективних кретања, али је седамдесетих схваћено да су посматрана кретања суперпозиција многих глобалних резонантних осцилација структура Сунца. 
Значајна таласна кретања су акустична и гравитациона. Ипак, осцилације које су до сада посматране су претежно акустичне. На кретање акустичних таласа утиче гравитација и Сунчева слојевита структура, а такође и ротација и магнетно поље. Фреквенција и друге карактеристике осцилација нам дају податке о физичком стању Сунчеве унутрашњости. За покретачки механизам верује се да су турбулентна конвективна кретања која производе акустичне таласе. Међутим, само осцилације које задовољавају резонантне услове стварају глобалне осцилације Сунца.
Један од првих резултата хелиосеизмологије је да је 1977. године схваћено да је унутрашња граница Сунчеве конвективне зоне знатно дубље него што се сматрало из тадашњих звезданих модела. 